# Sant Martí de l'Aleixar
Sant Martí de l'Aleixar és una església de l'Aleixar inclosa a l'Inventari del Patrimoni Arquitectònic de Catalunya.

## Descripció
És un edifici barroc, molt gran, obra de paredat, de tres naus, amb cobertes de canó i llunetes a la central, amb carreus, i de canó a les laterals. Té capçalera poligonal amb volta de creueria i arcs de mig punt a la nau i carpanell rebaixat al cor, elevat al tram dels peus. Al costat de l'epístola, hi ha una capella cupulada d'un cert interès arquitectònic. La capella major té la imatge de la Mare de Déu. La torre del campanar és als peus, al costat de l'epístola.

## Història
Sembla que hi ha almenys dues esglésies sobreposades. L'altar barroc duu l'any 1857, però a dins hi ha una altra data, 1734. L'església d'"Alexar" és citada a la butlla de Celestí III l'any 1194, i d'altres documents la citen a mitjan segle xiv. El campanar potser és obra de Donatto i Durand. Hi ha encastades als murs exteriors del temple algunes esteles funeràries discoïdals procedents de l'antic fossar.

## Enllaços externs

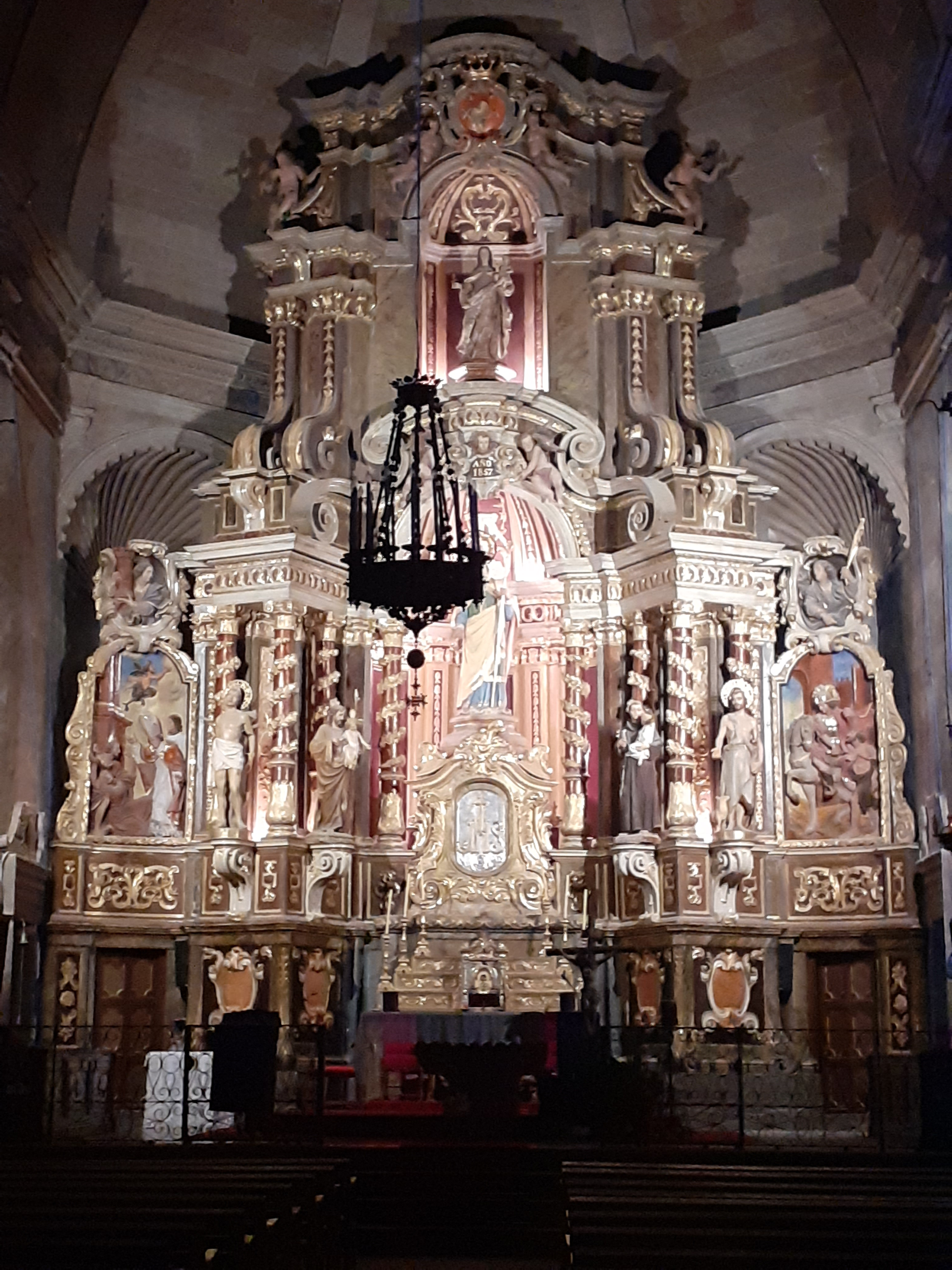
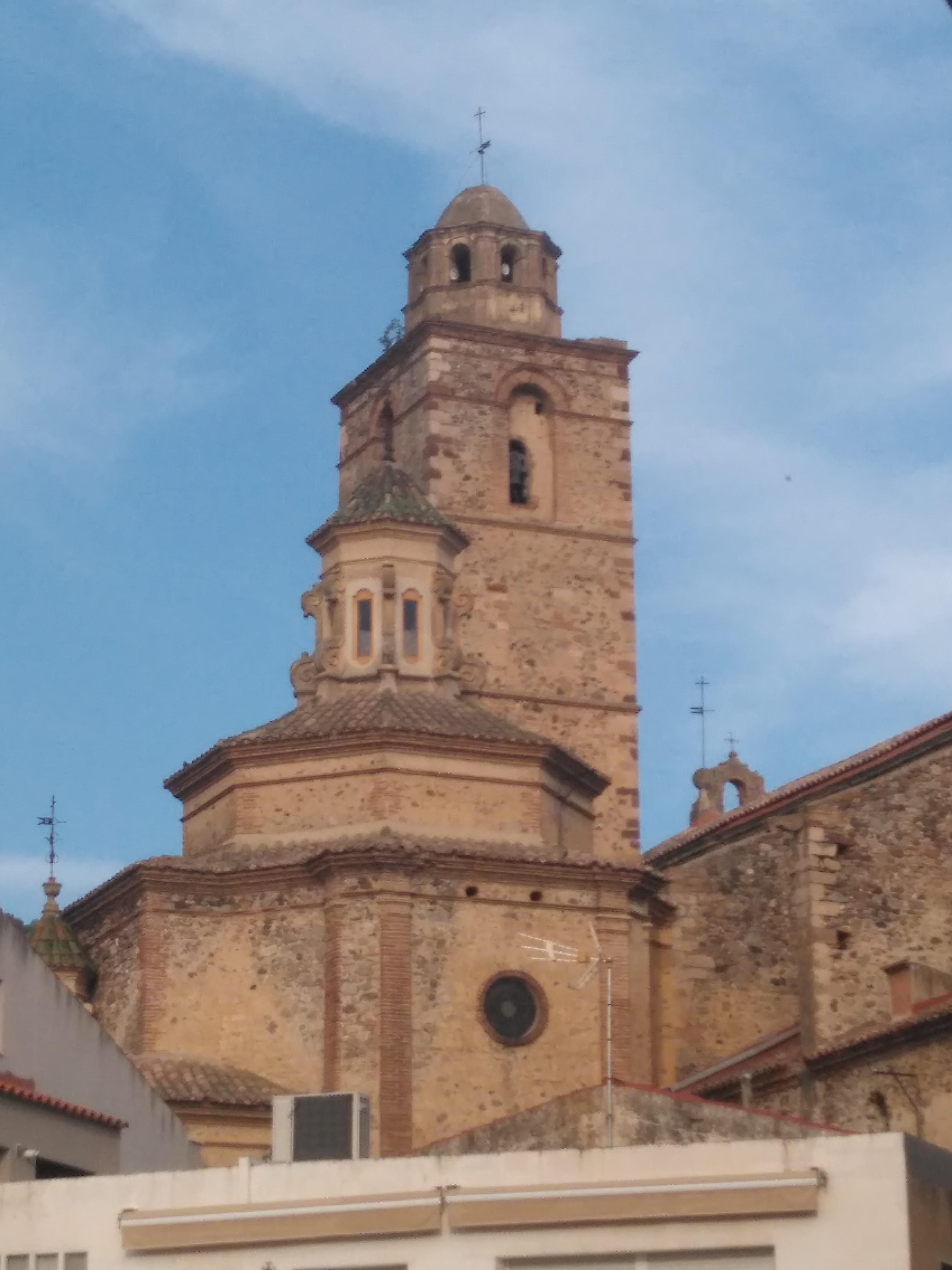